# Alan Llwyd
Pour les articles homonymes, voir Llwyd.
Alan Llwyd (né en  1948), de son vrai nom  Alan Lloyd Roberts, est un poète gallois, critique et éditeur, de la fin du XXe siècle.

## Biographie
Né à Dolgellau, il est élevé chez ses parents fermiers à Cilan puis étudie à Bangor. Il a tenu une petite librairie à Bala puis a travaillé chez l'éditeur Christopher Davies et le Welsh Joint Education Committee.
Son premier volume de poésie  Y March Hud (« Le Cheval magique ») en  1971 sous son nom d'Alan Lloyd Roberts, a été suivi de plusieurs autres.
Il est devenu célèbre pour avoir gagné à la fois la couronne et la chaire à l'Eisteddfod Nationale de 1973  et récidivé en 1976. À cette occasion une controverse eut lieu car la chaire fut perdue par  Dic Jones pour raison technique. Llwyd a publié des collections et études sur les travaux d'autres poètes et a écrit le scénario du film (en gallois) Hedd Wyn (1992), nommé aux Oscars, qui évoque le poète Hedd Wyn, tué pendant la première Guerre mondiale. Alors que la plupart de ses livres traitent de thèmes littéraires, il a récemment publié Cymru ddu (« Le Pays de Galles noir »), une histoire des Noirs gallois.

## Œuvres
- Gwyfyn y Gaeaf (1975)
- Rhwng Pen Llŷn a Phenllyn (1976)
- Sonedau I Janice a Cherddi Eraill (1996)
- Grefft O Greu (1997)
- Ffarwelio â Chanrif (2000)
- Clirio'r Atig a Cherddi Eraill (2005)